# Ixodes montoyanus
Ixodes montoyanus är en fästingart som beskrevs av Cooley 1944. Ixodes montoyanus ingår i släktet Ixodes och familjen hårda fästingar. Inga underarter finns listade i Catalogue of Life.